# ليليانا دلفينو
ليليانا دلفينو (بالإسبانية: Liliana Marta Delfino)‏ هي عالمة نفس وبارتيزانة أرجنتينية، ولدت في 16 يونيو 1944 في روساريو في الأرجنتين، وتوفيت في 19 يوليو 1976 في Villa Martelli ‏ في الأرجنتين بسبب اختفاء قسري.